# Мена Лагос, Альфредо
Альфредо Мена Лагос (исп. Alfredo Mena Lagos; род. 1949, департамент Санта-Ана) — сальвадорский предприниматель и ультраправый политик, владелец крупного аграрного и инвестиционного бизнеса, один из основателей Сальвадорского националистического движения (MNS), Национального широкого фронта (FAN) и Националистического республиканского альянса (ARENA). В молодости был известен неофашистскими взглядами. Активный участник гражданской войны, сподвижник Роберто д’Обюссона. В послевоенный период сыграл видную роль в неолиберальных экономических реформах. Выступает с антикоммунистических позиций, жёстко отстаивает интересы предпринимательского сообщества.

## Бизнес и взгляды
Родился в семье крупного землевладельца и предпринимателя. Получил образование политолога. Бизнес семейства Мена основывался на кофейных плантациях, но развивался и в иных кластерах. Альфредо Мена Лагос активно занимался ловом и реализацией креветок, владел рыболовецкой флотилией.
С юности Альфредо Мена Лагос придерживался ультраправых неофашистских взглядов. Увлекался идеологией нацизма и историей Третьего рейха. Преклонялся перед Гитлером, хотя считал ошибкой геноцид евреев. Рыболовецкие суда своей флотилии Мена Лагос называл именами генералов вермахта.

## Организатор MNS
Как представитель землевладельческого класса, Альфредо Мена Лагос был решительным противником проектов аграрной реформы. Входил в организацию FARO (Frente de Agricultores de la Región de Occidente) — Фермерский фронт Западного региона, созданную для противодействия попыткам перераспределения сельскохозяйственных земель. Тесно сотрудничал с крупным агробизнесменом Рикардо Вальдивьесо, лидером консервативных аграриев, и генералом Хосе Альберто Медрано, лидером ультраправого крыла сальвадорской армии. Выступал за жёсткое военно-силовое подавление левых сил, компартии, марксистских повстанческих движений.
В мае 1979 года Альфредо Мена Лагос инициировал создание антикоммунистической неофашистской организации Сальвадорское националистическое движение (MNS). Среди членов MNS были такие деятели, как Армандо Кальдерон Соль (будущий президент Сальвадора) и Эрнесто Панама Сандоваль (будущий известный писатель). Лидером этой группы молодых предпринимателей, землевладельцев и юристов являлся Мена Лагос.
MNS поставила задачу привлечь боевые силы для отпора коммунистической угрозе. Идеолог организации Рикардо Паредес подчёркивал, что речь идёт о тотальном уничтожении противника террористическими эскадронами смерти и крестьянским ополчением ORDEN.

## Политик гражданской войны: «эскадроны», FAN, ARENA
15 октября 1979 в Сальвадоре произошёл государственный переворот. К власти пришла Революционная правительственная хунта. Был анонсирован ряд социальных реформ, включая аграрную. Альфредо Мена Лагос занял жёстко враждебную позицию в отношении новых властей.
Альфредо Мена Лагос, по рекомендации генерала Медрано, установил связь с командиром «эскадронов смерти» майором Роберто д’Обюссоном. Первые дни после переворота д’Обюссон скрывался в подполье. Мена Лагос предоставил ему укрытие в своём доме и предложил всемерное финансовое и организационное содействие MNS.
В ходе гражданская война между д’Обюссоном и Мена Лагосом установилось тесное оперативное сотрудничество. MNS стало важным элементом ультраправых сил в военно-политической борьбе против прокоммунистических партизан ФНОФМ и реформистской правящей хунты. Мена Лагос и его соратники включились систему «эскадронов смерти». Эти действия координировались с разведуправлением сальвадорской Национальной гвардии. Члены MNS предоставляли свой транспорт для переброски боевиков и оружия, непосредственно участвовали в терактах.
В наибольшей степени силовая активность MNS связывается с Панамой Сандовалем. Идеологом и политическим стратегом являлся Паредес. Юридическое обеспечение курировал Кальдерон Соль. Общее политическое руководство осуществлял Мена Лагос. Он же, подобно Рикардо Вальдивьесо, занимался привлечением финансирования для «эскадронов» д’Обюссона. Также Мена Лагос поддерживал связи с никарагуанскими контрас (в лице бывшего офицера сомосовской Национальной гвардии Пабло Саласара).
В конце 1979 года Альфредо Мена Лагос принял участие в создании Национального широкого фронта (FAN) — крупного объединения ультраправых антикоммунистов Сальвадора во главе с майором д’Обюссоном. Сыграл значительную роль в разработке идеологической доктрины FAN, формировании его финансовой базы и организационном развёртывании.
Следующей организационно-политической вехой стало создание партии Националистический республиканский альянс (ARENA) 30 сентября 1981. В эту единую партию правых сил Альфредо Мена Лагос вступил одним из первых. На протяжении всей войны Мена Лагос состоял в окружении майора д’Обюссона. В партийном руководстве Мена Лагос, наряду с Рикардо Вальдивьесо и Глорией Сальгуэро Гросс, был видным представителем землевладельческой и предпринимательской элиты.

## Неолиберал послевоенного периода
Сальвадорская гражданская война окончилась в 1992. Между правительством и ФНОФМ было заключено мирное соглашение. Вскоре скончался Роберто д’Обюссон. В новых условиях Альфредо Мена Лагос стал экономическим советником при президентах от ARENA. Неофашистские мотивы приглушились, на первый план в его позициях вышел неолиберализм.
Альфредо Мена Лагос сыграл значительную роль в либеральных экономических реформах президента Армандо Кальдерона Соля (бывшего соратника по MNS). В качестве председателя президентской Комиссии по модернизации госслужбы Мена Лагос активно способствовал приватизации национальной телекоммуникационной системы ANTEL.
Длительное время Альфредо Мена Лагос оставался членом руководства ARENA. Входит в руководящие органы предпринимательских объединений. Регулярно выступает по сальвадорскому ТВ в качестве обозревателя-политолога. Активно занимается собственным бизнесом, прежде всего кофейным.
Регулярно Мена Лагос даёт аналитические заключения по различным экономическим проблемам. В частности, он крайне скептически относится к развитию сальвадорской горнодобывающей отрасли — на его взгляд, экономически малоперспективной и экологически вредной. Основой сальвадорской экономики Мена Лагос считает сельское хозяйство, лёгкую промышленность, технологичную сферу услуг.
В социально-экономических вопросах Альфредо Мена Лагос отличается жёсткой либертарианской позицей. Высказывается за снижение налогов и сокращение государственных расходов. Широкий резонанс вызвала летом 2016 его полемика с архиепископом Сан-Сальвадора Хосе Луисом Эскобар Аласом. Архиепископ расценил как «греховное и аморальное» решение об установлении минимальной заработной платы в размере 0,2 доллара в день. Мена Лагос заявил, что церковный деятель не вправе об этом судить, поскольку «не создаёт рабочих мест и не платит налогов». По его словам, повышение зарплат заблокирует технические инновации. Он добавил, что работодатели сами хотели бы платить более высокие зарплаты, но это объективно не удаётся из-за недостаточных прибылей.

## Конфликт с партией
С конца 2000-х годов между Альфредо Мена Лагосом и другими лидерами ARENA стали возникать конфликты и разногласия. Особенно обострились отношения после выборов 2009 и прихода к власти партии ФНОФМ. Наиболее резкую полемику Мена Лагос вёл с председателем ARENA Хорхе Веладо в середине 2010-х. На правах ветерана партии Мена Лагос обвинял руководство ARENA в меркантилизме, коммерциализации, коррупционном сговоре с ФНОФМ. По его мнению, партия отошла от заветов д’Обюссона и традиций антикоммунистической борьбы 1980-х годов.
Резко осуждает Мена Лагос коррупцию в госаппарате и обеих ведущих партиях. Его фраза, произнесённая по телевидению в апреле 2013: Все президенты уходят миллиардерами — превратилась в политический мем. Конкретно она касалась Маурисио Фунеса, однако была распространена не только на ФНОФМ, но и на ARENA. Резкая критика власти и оппозиции доходила у Мена Лагоса до характеристики Сальвадора как «несостоявшегося государства».
В ходе партийных праймериз ARENA в апреле 2018 Альфредо Мена Лагос поддерживал Хавьера Симана, представляющего мощный консервативный бизнес-клан. Победу одержал Карлос Кальеха, член другого предпринимательского семейства. По результатам этих выборов Мена Лагос сделал резкое заявление, расценённое как разрыв с ARENA. Действующее партийное руководство он назвал «фальшивыми правыми», председателя Маурисио Интерьяно охарактеризовал как креатуру бизнес-клана Регаладо.
Партию, в которой состоял практически с первого дня, Альфредо Мена Лагос обвинил в причинении ущерба Сальвадору. Он осудил «создание крупных капиталов путём покупки привилегий». Успешное развитие собственного бизнеса рассматривает как единичное исключение. При этом Мена Лагос напомнил о своей роли в политическом продвижении майора д’Обюссона и в создании ARENA, дал понять, что судьба партии небезразлична ему.